# 희망씨앗기금
희망씨앗기금(일본어: 希望のたね基金 기보노타네키킨[*])은 2017년 수요집회의 대표인 양진자가 설립한 단체이다. 위안부 문제에 대한 한일 정부의 ‘위안부 문제 한일 합의’에 반대하는 한국 여성 단체, 법조 관계자, 연구자 등 383 단체, 국회의원과 개인 등 335명이 설립한 재단인 정의기억재단의 모금 캠페인 사업의 일환으로서 설립되어, 피해자 지원 활동 등을 실시하고 있다.